# تومي جونز (لاعب كرة قدم)
تومي جونز (بالإنجليزية: Tommy Jones)‏ (و. 1909  م) هو لاعب كرة قدم، من المملكة المتحدة، يلعب كمهاجم.